# Gaspard-Hilarion Fornier d’Albe
Gaspard-Hilarion Fornier d’Albe (ur. 11 kwietnia 1768, zm. 21 października 1834) – francuski generał kawalerii w okresie rewolucji i wojen napoleońskich, baron Cesarstwa (2 lipca 1808).

## Kalendarium z okresurewolucjiiCesarstwa
- 2 stycznia 1793 – pułkownik, dowódca 18. pułku dragonów
- 17 czerwca 1793 – adiutant generalny szef brygady
- 28 lipca 1795 – adiutant gen. Menou
- 1795 – 1799 – uczestnik kampanii egipskiej
- 2 lutego 1799 – szef inżynierów – geografów oddelegowanych do depot ministerstwa wojny
- marzec 1799 – powrót do Francji z powodu choroby
- 21 stycznia 1800 – szef sztabu 20. okręgu wojskowego
- 9 sierpnia 1800 – adiutant – komendant
- 1800 – 1801 – w Armii Renu
- 29 października 1801 – przydział do 16. okręgu wojskowego
- 19 maja 1805 – szef sztabu rezerwy piechoty w Lille
- 29 sierpnia 1805 – w 2. dywizji piechoty (V Korpus)
- 14 października 1806 – ranny w bitwie pod Jeną
- 1 kwietnia 1807 – z-ca szefa sztabu X Korpusu
- 1 lipca 1809 – szef sztabu 3. dywizji piechoty (III Korpus)
- 20 września 1809 – generał brygady
- 10 sierpnia 1810 – 5 kwietnia 1811 oraz 13 września 1811 – 20 marca 1814 – komendant Kostrzyna nad Odrą
- 16 czerwca 1815 – szef sztabu gen. Greniera (obrona Paryża), wycofał się z resztą armii za Loarę